# Scazzuoppoli
Gli scazzuoppoli sono un antipasto campano.

## Descrizione
Ricavati dal medesimo impasto usato per fare la pizza, vengono fritti e conditi con salsa di pomodoro, parmigiano e basilico. Sebbene servano per accompagnare la salsiccia, possono anche fungere da dolce quando vengono insaporiti con il cioccolato fuso.
Stando alle fonti, gli scazzuoppoli sono nati per recuperare l'impasto avanzato della pizza. Oggi vengono preparati in molte pizzerie di Napoli.